# 氷川神社 (東京都北区)
氷川神社（ひかわじんじゃ）は東京都北区の神社。地名を冠して浮間氷川神社（うきまひかわじんじゃ）とも称される。

## 概要
創建年代は不明である。北区唯一の氷川神社であり、浮間村の鎮守であった。
1907年（明治40年）、埼玉県北足立郡横曽根村大字浮間（旧・武蔵国足立郡浮間村、現・東京都北区浮間）内の第六天・御嶽・稲荷・八王子・猿田彦の五社を合祀した。
社殿は洪水に備えて、水塚の上に建っている。
毎年4月に開催される「浮間さくら草祭り」の期間中、境内において桜草の即売会が開かれている。

## 交通アクセス
- 浮間舟渡駅より徒歩7分。